# NCSA Mosaic
NCSA Mosaic je bil eden prvih spletnih brskalnikov z grafičnim uporabniškim vmesnikom, ki je bil razvit v centru NCSA in izdan januarja 1993. Zaradi intuitivnega vmesnika, preproste uporabe in razpoložljivosti za Windows je doživel velik uspeh in znatno pripomogel k popularizaciji svetovnega spleta. Mosaic je po izdaji Netscape Navigatorja izgubil večino uporabnikov, Microsoft pa je leta 1995 kupil njegovo licenco in na njegovi podlagi ustvaril Internet Explorer.